# Giuliana
Giuliana ist eine Stadt der Metropolitanstadt Palermo in der Region Sizilien in Italien mit 1668 Einwohnern (Stand 31. Dezember 2023).

## Lage und Daten
Giuliana liegt 91 km südlich von Palermo. Die Einwohner arbeiten hauptsächlich in der Landwirtschaft.
Die Nachbargemeinden sind Bisacquino, Caltabellotta (AG), Chiusa Sclafani, Contessa Entellina und Sambuca di Sicilia (AG).

## Geschichte
Der Ort ist arabischen Ursprungs.

## Sehenswürdigkeiten
- Kastell im oberen Ortsteil
- Ehemaliges Benediktinerkloster Santa Maria del Bosco. Es liegt ca. 10 km nordwestlich von Giuliana.

## Belege
1. ↑  Bilancio demografico e popolazione residente per sesso al 31 dicembre 2023. ISTAT. (Bevölkerungsstatistiken des Istituto Nazionale di Statistica, Stand 31. Dezember 2023).